# Gerry O'Hara
Pour les articles homonymes, voir O'Hara.
Gerry O'Hara, né Gerald O'Hara le 1er octobre 1924 à Boston (Lincolnshire) et mort le 9 janvier 2023, est un réalisateur et scénariste britannique.

## Biographie
O'Hara est né à Boston, dans le Lincolnshire, le 1er octobre 1924, de James O'Hara, bookmaker, et de Jeannie O'Hara (née Beamont).
Dans les années 1940 et 1950, il mène une carrière active et variée en tant qu'assistant réalisateur pour des dizaines de films britanniques, dont Richard III (1955) de Laurence Olivier, Notre agent à La Havane (1959) de Carol Reed et Tom Jones (1963) de Tony Richardson.
Il a fait ses débuts de réalisateur avec Eva s'éveille à l'amour (en) (1963). Il a ensuite réalisé des épisodes de Chapeau melon et bottes de cuir, ainsi que les films Amsterdam Affair (en) (1968) et The Brute (en) (1977), ce dernier étant une exploration de la violence domestique critiquée pour ses éléments d'exploitation. Il a également réalisé Cette p... de fille de joie (1979), dont il a écrit le scénario.
Plus tard, il a réalisé et écrit des épisodes de Les Professionnels, a été scénariste pour la série ITV C.A.T.S. Eyes et a réalisé un épisode de la série tragicomique pour enfants Press Gang.
En 2011, il a publié un roman pastiche de Sherlock Holmes, Sherlock Holmes and The Affair in Transylvania.
O'Hara meurt le 9 janvier 2023, à l'âge de 98 ans, entouré de sa troisième épouse, Penny.

## Filmographie

### Réalisateur
- 1963 : Éva s'éveille à l'amour (en) (That Kind of Girl)
- 1965 : Game for Three Losers (en)
- 1965 : Filles de plaisir (en) (The Pleasure Girls)
- 1967 : Maroc, dossier numéro sept (Maroc Seven)
- 1968 : Amsterdam Affair (en)
- 1971 : All the Right Noises (en)
- 1974 : Les Affamées du désir (en) (Feelings)
- 1977 : The Brute
- 1979 : Cette p... de fille de joie (The Bitch)
- 1983 : Fanny Hill (en)
- 1993 : La Momie (The Mummy Lives)